# Włodzica
Die Włodzica (deutsch Walditz) ist ein linker Nebenfluss der Steine.
Die Włodzica entspringt am südlichen Abfall der Hohen Eule im Eulengebirge. Sie durchfließt die Ortschaften Sokolec (Falkenberg), Ludwikowice Kłodzkie (Ludwigsdorf), Drogosław (Kunzendorf), Nowa Ruda (Neurode) und Włodowice (Walditz) und mündet südlich von Sarny (Scharfeneck) in die Steine.